# Cresmatoneta
Cresmatoneta Simon, 1929 è un genere di ragni appartenente alla famiglia Linyphiidae.

## Distribuzione
Le quattro specie oggi attribuite a questo genere sono diffuse in alcune zone della regione paleartica: in particolare una è endemica dell'India, una di Israele e una dell'Italia.
Nello specifico, in Italia la C. eleonorae è endemica della Sardegna, mentre la C. mutinensis è stata rinvenuta in alcune località della penisola, sia al nord che al sud.
Il rinvenimento di esemplari denominati Cresmatoneta pullata in Italia meridionale sono da riferirsi, per errata lectio a Kaestneria pullata (O. P.-Cambridge, 1863).

## Tassonomia
Il genere non è sinonimo anteriore di Kaestneria Wiehle, 1956, secondo un lavoro di Millidge del 1984 e contra un altro lavoro dello stesso Millidge del 1977.
A maggio 2011, si compone di quattro specie e una sottospecie:
- Cresmatoneta eleonorae (Costa, 1883) — Sardegna
- Cresmatoneta leucophthalma (Fage, 1946) — India
- Cresmatoneta mutinensis (Canestrini, 1868)[5] — Regione paleartica
  - Cresmatoneta mutinensis orientalis (Strand, 1914) — Israele
- Cresmatoneta nipponensis Saito, 1988 — Corea, Giappone